# Парламентские выборы в Антигуа и Барбуде (1989)
Парламентские выборы в Антигуа и Барбуде проходили 9 марта 1989 года для избрания 17 членов Палаты представителей парламента Антигуа и Барбуды. Они стали вторыми выборами после объявления Антигуа и Барбуды независимым государством Содружества. На выборах победила правящая Лейбористская партия Антигуа, лидер которой Вере Бёрд был переизбран премьер-министром. Явка избирателей составила 60,7 %.
Это была восьмая и последняя победа Вере Бёрда на выборах. Он ушёл с поста премьер-министра в 1994 году, незадолго до последующих всеобщих выборов. На посту лидера партии его заменил сын Лестер Бёрд, бывший председателем партии лейбористов с 1971 года.

## Результаты
| Партия                                | Партия                                        | Голоса | %     | Места | +/-   |
| ------------------------------------- | --------------------------------------------- | ------ | ----- | ----- | ----- |
|                                       | Лейбористская партия                          | 14 207 | 63,85 | 15    | -1    |
|                                       | Объединённая прогрессивная партия             | 6889   | 30,96 | 1     | новая |
|                                       | Антигуанское движение за освобождение Карибов | 1435   | 1,96  | 0     | новая |
|                                       | Народное движение Барбуды                     | 304    | 1,37  | 1     | новая |
|                                       | Демократическое движение Барбуды              | 150    | 0,67  | 0     | новая |
|                                       | Движение независимости Барбуды                | 71     | 0,32  | 0     | новая |
|                                       | Независимые                                   | 193    | 0,87  | 0     | -1    |
| Всего                                 | Всего                                         | 22 249 | 100   | 17    | 0     |
| Действительных бюллетеней             | Действительных бюллетеней                     | 22 249 | 99,37 | -     | -     |
| Недействительных/пустых бюллетеней    | Недействительных/пустых бюллетеней            | 141    | 0,63  | -     | -     |
| Всего голосов                         | Всего голосов                                 | 22 390 | 100   | -     | -     |
| Зарегистрированных избирателей / Явка | Зарегистрированных избирателей / Явка         | 36 876 | 60,72 | -     | -     |
| Источники: Nohlen                     |                                               |        |       |       |       |